# Straßenbahn Padua
| |      |                                                   |                                         |
| Streckenverlauf \| \| 9,8 \| Gleisende \| Gleisende \| \| \| \| \| \| \| \| 9,7 \| Capolinea Nord - Pontevigodarzere \| 13 m s.l.m. \| \| \| \| \| \| \| \| \| Autostrada Serenissima \| \| \| \| \| Tangenziale Nord di Padova (Corso Tredici Giugno) \| \| \| \| \| \| \| \| \| 9,3 \| Fornace Morandi \| 12 m s.l.m. \| \| \| 9,0 \| Saimp \| 12 m s.l.m. \| \| \| 8,6 \| San Gregorio \| 11 m s.l.m. \| \| \| 8,2 \| San Carlo \| 12 m s.l.m. \| \| \| 7,9 \| Palasport \| 12 m s.l.m. \| \| \| 7,4 \| Dazio \| 12 m s.l.m. \| \| \| 7,2 \| Arcella \| 11 m s.l.m. \| \| \| 6,8 \| Borgomagno \| 11 m s.l.m. \| \| \| \| Via Jacopo Avanzo \| \| \| \| \| Ferrovia Bassano/Verona/Bologna - Padua \| \| \| \| 6,4 \| Stazione FS \| 11 m s.l.m. \| \| \| 6,3 \| SIR 3 Stazione – Voltabarozzo (in Bau) \| 11 m s.l.m. \| \| \| 6,0 \| Trieste \| 14 m s.l.m. \| \| \| 5,9 \| Canale Piovego, Ponte del Popolo \| Canale Piovego, Ponte del Popolo \| \| \| 5,7 \| Eremitani \| 14 m s.l.m. \| \| \| 5,2 \| Ponti Romani \| 16 m s.l.m. \| \| \| 4,9 \| Tito Livio \| 16 m s.l.m. \| \| \| \| \| \| \| \| 4,4 \| Santo \| 12 m s.l.m. \| \| \| 4,3 \| Canale Santa Chiara \| Canale Santa Chiara \| \| \| 4,1 \| Prato della Valle \| 11 m s.l.m. \| \| \| \| \| \| \| \| 3,8 \| Cavalletto \| 14 m s.l.m. \| \| \| \| \| \| \| \| 3,5 \| Diaz \| 15 m s.l.m. \| \| \| 3,1 \| Santa Croce \| 14 m s.l.m. \| \| \| 3,0 \| Canale Alicorno \| Canale Alicorno \| \| \| 2,8 \| Cavallotti \| 14 m s.l.m. \| \| \| \| \| \| \| \| 2,4 \| Bassanello \| 15 m s.l.m. \| \| \| 2,3 \| Bacchiglione, Ponte Scaricatore \| Bacchiglione, Ponte Scaricatore \| \| \| \| \| \| \| \| 1,9 \| Santa Maria Assunta \| 13 m s.l.m. \| \| \| 1,9 \| Sacchetti \| 11 m s.l.m. \| \| \| \| \| \| \| \| 1,5 \| Cuoco \| 11 m s.l.m. \| \| \| \| \| \| \| \| 0,8 \| Guizza \| 11 m s.l.m. \| \| \| \| \| \| \| \| 0,0 \| Capolinea Sud - Guizza \| 11 m s.l.m. \| \| \| \| \| \| \| \| -0,1 \| Confapi Padua Betriebswerk und Depot \| 10 m s.l.m. \| |      |                                                   |                                         |
| | 9,8  | Gleisende                                         | Gleisende                               |
| U-Bahn-Überleitstelle / Spurwechsel links |      |                                                   |                                         |
| U-Bahn-Haltepunkt / Haltestelle | 9,7  | Capolinea Nord - Pontevigodarzere                 | 13 m s.l.m.                             |
| U-Bahn-Überleitstelle / Spurwechsel links |      |                                                   |                                         |
| |      | Autostrada Serenissima                            |                                         |
| |      | Tangenziale Nord di Padova (Corso Tredici Giugno) |                                         |
| U-Bahn-Überleitstelle / Spurwechsel links |      |                                                   |                                         |
| U-Bahn-Haltepunkt / Haltestelle | 9,3  | Fornace Morandi                                   | 12 m s.l.m.                             |
| U-Bahn-Haltepunkt / Haltestelle | 9,0  | Saimp                                             | 12 m s.l.m.                             |
| U-Bahn-Haltepunkt / Haltestelle | 8,6  | San Gregorio                                      | 11 m s.l.m.                             |
| U-Bahn-Haltepunkt / Haltestelle | 8,2  | San Carlo                                         | 12 m s.l.m.                             |
| U-Bahn-Haltepunkt / Haltestelle | 7,9  | Palasport                                         | 12 m s.l.m.                             |
| U-Bahn-Haltepunkt / Haltestelle | 7,4  | Dazio                                             | 12 m s.l.m.                             |
| U-Bahn-Haltepunkt / Haltestelle | 7,2  | Arcella                                           | 11 m s.l.m.                             |
| U-Bahn-Haltepunkt / Haltestelle | 6,8  | Borgomagno                                        | 11 m s.l.m.                             |
| |      | Via Jacopo Avanzo                                 |                                         |
| U-Bahn-Kreuzung mit Eisenbahn geradeaus oben |      | Ferrovia Bassano/Verona/Bologna - Padua           | Ferrovia Bassano/Verona/Bologna - Padua |
| U-Bahn-Bahnhof | 6,4  | Stazione FS                                       | 11 m s.l.m.                             |
| U-Bahn-Abzweig geradeaus, ehemals nach links und ehemals von links · U-Bahn-Bahnhof quer (Strecke außer Betrieb) | 6,3  | SIR 3 Stazione – Voltabarozzo (in Bau)            | 11 m s.l.m.                             |
| U-Bahn-Haltepunkt / Haltestelle | 6,0  | Trieste                                           | 14 m s.l.m.                             |
| U-Bahn-Brücke über Wasserlauf | 5,9  | Canale Piovego, Ponte del Popolo                  | Canale Piovego, Ponte del Popolo        |
| U-Bahn-Haltepunkt / Haltestelle | 5,7  | Eremitani                                         | 14 m s.l.m.                             |
| U-Bahn-Haltepunkt / Haltestelle | 5,2  | Ponti Romani                                      | 16 m s.l.m.                             |
| U-Bahn-Haltepunkt / Haltestelle | 4,9  | Tito Livio                                        | 16 m s.l.m.                             |
| U-Bahn-Überleitstelle / Spurwechsel links |      |                                                   |                                         |
| U-Bahn-Haltepunkt / Haltestelle | 4,4  | Santo                                             | 12 m s.l.m.                             |
| U-Bahn-Brücke über Wasserlauf | 4,3  | Canale Santa Chiara                               | Canale Santa Chiara                     |
| U-Bahn-Haltepunkt / Haltestelle | 4,1  | Prato della Valle                                 | 11 m s.l.m.                             |
| U-Bahn-Überleitstelle / Spurwechsel links (Strecke außer Betrieb) |      |                                                   |                                         |
| U-Bahn-Haltepunkt / Haltestelle | 3,8  | Cavalletto                                        | 14 m s.l.m.                             |
| U-Bahn-Überleitstelle / Spurwechsel links |      |                                                   |                                         |
| U-Bahn-Haltepunkt / Haltestelle | 3,5  | Diaz                                              | 15 m s.l.m.                             |
| U-Bahn-Haltepunkt / Haltestelle | 3,1  | Santa Croce                                       | 14 m s.l.m.                             |
| U-Bahn-Brücke über Wasserlauf | 3,0  | Canale Alicorno                                   | Canale Alicorno                         |
| U-Bahn-Haltepunkt / Haltestelle | 2,8  | Cavallotti                                        | 14 m s.l.m.                             |
| U-Bahn-Überleitstelle / Spurwechsel links |      |                                                   |                                         |
| U-Bahn-Haltepunkt / Haltestelle | 2,4  | Bassanello                                        | 15 m s.l.m.                             |
| U-Bahn-Brücke über Wasserlauf | 2,3  | Bacchiglione, Ponte Scaricatore                   | Bacchiglione, Ponte Scaricatore         |
| U-Bahn-Verschwenkung von links · U-Bahn-Verschwenkung von rechts |      |                                                   |                                         |
| U-Bahn-Bahnhof · U-Bahn-Strecke | 1,9  | Santa Maria Assunta                               | 13 m s.l.m.                             |
| U-Bahn-Strecke · U-Bahn-Bahnhof | 1,9  | Sacchetti                                         | 11 m s.l.m.                             |
| U-Bahn-Verschwenkung nach links · U-Bahn-Verschwenkung nach rechts |      |                                                   |                                         |
| U-Bahn-Haltepunkt / Haltestelle | 1,5  | Cuoco                                             | 11 m s.l.m.                             |
| U-Bahn-Überleitstelle / Spurwechsel links |      |                                                   |                                         |
| U-Bahn-Haltepunkt / Haltestelle | 0,8  | Guizza                                            | 11 m s.l.m.                             |
| U-Bahn-Überleitstelle / Spurwechsel links |      |                                                   |                                         |
| U-Bahn-Bahnhof | 0,0  | Capolinea Sud - Guizza                            | 11 m s.l.m.                             |
| U-Bahn-Überleitstelle / Spurwechsel links |      |                                                   |                                         |
| U-Bahn-Strecke nach rechts | -0,1 | Confapi Padua Betriebswerk und Depot              | 10 m s.l.m.                             |

Die Straßenbahn Padua, auf italienisch Tranvia di Padova, verkehrt in der norditalienischen Stadt Padua und besteht aktuell aus einer Strecke SIR 1, die den Norden mit dem Süden verbindet und dabei den Fernbahnhof bedient und dann durch das historische Stadtzentrum fährt. Sie ist seit 2007 in Betrieb und heute 10,3 Kilometer lang mit 26 Haltestellen.
Es handelt sich um Wagen mit Gummireifen des Systems Translohr, die eine einzelne Schiene zur Führung und Stromrückführung nutzen.

## Geschichte
Nachdem die im Jahr 1883 eröffnete erste Straßenbahn 1954 stillgelegt worden war, gab es 1990 erste Vorschläge für die Wiedereinführung von Straßenbahnen in Padua. Allerdings gewährte der Stadtrat erst 1995 die im Gesetz 211 (Maßnahmen im Bereich der schnellen Massenverkehrssysteme) vom 26. Februar 1992 vorgesehenen staatlichen Zuschüsse bei geschätzten Gesamtkosten von 61,3 Millionen Euro zum Bau einer Straßenbahn auf dem Abschnitt Fornace-Prato della Valle, entsprechend einem Teil der aktuellen Linie SIR 1. Im Jahr 1999 legten Ansaldo Trasporti, Adtranz, Fiat Ferroviaria und Siemens vier Angebote für den Bau des Abschnitts vor.
Im selben Jahr widerrief der nach Wahlen veränderte Stadtrat die Zuschlagserteilung. Anschließend wird eine technische Kommission zur Überarbeitung des Projekts eingesetzt. Um den Verlust staatlicher Mittel zu vermeiden und der Bevölkerung entgegenzukommen, denen der damalige Zustand des öffentlichen Personenverkehrs nicht zusagte, wurde der neue städtische Mobilitätsplan ausgearbeitet. Darin wurde nicht mehr von Straßenbahnen, sondern von einem integrierten Transportsystem mit geführter Route gesprochen. Im Jahr 2001 wurde die europäische Ausschreibung für den Bau der aktuellen SIR-1-Linie bekannt gegeben. Der Auftrag über rund 53 Millionen Euro wurde von einem Konsortium unter der Leitung von De Simon gewonnen. Entscheidend waren zwei wichtige Eigenschaften: das Vorhandensein eines Lenkrades, das es ermöglicht, die Fahrzeuge bei Bedarf wie einen normalen Bus zu nutzen, und das Fehlen von Rollketten (d. h. von verstärkten Ketten, auf denen die Translohr-Reifen sitzen). Diese beiden Merkmale wurden jedoch nicht respektiert, was zu verschiedenen Kritikpunkten führte. Die Bauausführung wurde dann dem Mantegna-Konsortium anvertraut, bestehend aus den Unternehmen Rizzani de Eccher, Sicea, Lohr Industrie und De Simon. Die Bauarbeiten für den ersten Streckenabschnitt begannen am 31. März 2003 und endeten im Jahr 2005, während der Durchführung der Arbeiten stiegen die Baukosten um 15 Millionen Euro an. Anschließend wurde mit dem Vorbetrieb und der Schulung der Straßenbahnfahrenden begonnen. Die offizielle Eröffnung fand am 24. März 2007 statt und umfasste die 6,7 Kilometer lange Strecke vom Hauptbahnhof bis zur südlichen Endstation Capolinea Sud im Stadtteil Guizza und bediente 16 Haltestellen je Richtung.
Am 5. Dezember 2009 wurde die Strecke vom Hauptbahnhof bis zur nördlichen Endstation Pontevigodarzere verlängert und erreichte so eine Gesamtlänge von 10,3 Kilometern mit der Bedienung von insgesamt 25 Haltestellen je Richtung. An beiden Endstationen befinden sich große P&R-Anlagen mit Schnellstraßenanschluss.

## Strecken
Die erste Strecke SIR 1 (SIR für Sistema Intermedio a Rete) der Straßenbahn Padua ist eine durchgehend zweispurige und ebenerdige Durchmesserstrecke von Nord nach Süd. Nach der südlichen Endstation Capolinea Sud befindet sich das Betriebswerk und das Wagendepot. Im Norden des Stadtteils Guizza unmittelbar nach der Überquerung des Flusses Bacchiglione teilt sich die Strecke aufgrund der eingeschränkten Straßenräume in zwei einspurige Streckenabschnitte, sodass je eine Haltestelle nur in jeweils eine Fahrtrichtung bedient wird. Südlich der Station Stazione FS ist eine dreieckige Abzweigstelle einschließlich einer weiteren, noch ungenutzten Haltestelle für die Erweiterung des Straßenbahnnetzes mit der Strecke SIR 3 bereits als Bauvorleistung ausgeführt.
Es gibt insgesamt 12 Überleitstellen auf den Streckenspuren, nur drei davon im Streckenteil nördlich des Hauptbahnhofes, zwei von denen in der Endstation.
Die Haltestellen haben überwiegend Außenbahnsteige, dabei sind die Stationen Santo und Cuoco asymmetrisch ausgeführt. Die sechs Stationen im Norden von Borgomagno bis San Giorgio sowie Cavaletto, Diaz und Bassanello im Süden haben einen Mittelbahnsteig. Diese innenliegenden Bahnsteige sind sehr schmal und haben lediglich 2 Meter oder geringfügig mehr Breite.

### Chronik
| Eröffnungsdatum  | Strecke | Abschnitt                      | Länge   | Neue Bahnhöfe             |
| ---------------- | ------- | ------------------------------ | ------- | ------------------------- |
| 27. März 2007    | SIR 1   | Stazione FS – Capolinea Sud    | 6,7 km  | 16 je Richtung, 17 gesamt |
| 5. Dezember 2009 | SIR 1   | Stazione FS – Pontevigodarzere | 3,6 km  | 9                         |
| 2025 geplant     | SIR 3   | Stazione FS – Voltabarozzo     | 5,5 km  | 12                        |
| 2026 geplant     | SIR 2   | Rubano – Busa di Vigonza FS    | 18,3 km | 34                        |

### Geplante Strecke SIR 2
Die Strecke SIR 2 wird eine 18,25 Kilometer lange Durchmesserstrecke von Busa di Vigonza RFI im Osten bis nach Rubano Pria Fosca im Westen. Sie soll über die Straßen Ponte di Brenta, Via San Marco, Stanga, Via Venezia, Corso del Popolo, Corso Milano, Via Chiesanuova, Via Provvidenza und Sarmeola mit 34 Haltestellen quer durch Padua führen. Das Projekt umfasst einen Streckenabzweig im Osten zum künftigen Bahnhof San Lazzaro und bedient dabei den neuen Krankenhauskomplex. Um die Finanzierung der gesamten Strecke zu erhalten, hat die Stadt Padua am 4. September 2019 einen Vertrag abgeschlossen und am 16. Januar 2021 den Entwurf der „Technisch-wirtschaftlichen Machbarkeitsstudie“ vorgelegt, um gemäß den Anforderungen des Gesetzes zur Finanzierung von Maßnahmen in den schnellen Massenverkehr mit festen Anlagen vom 27. Dezember 2017 (Nr. 205, Artikel 1, Absatz 1072) an der Ausschreibung 2019 teilzunehmen. Die Strecke wird durchgehend zweigleisig sein und 84 % liegen auf baulich getrennten eigenen Fahrspuren. Die Gesamtbaukosten sind mit 415,4 Millionen Euro veranschlagt, die Fördersumme beträgt 335,2 Millionen Euro (davon 238,1 Millionen Euro aus dem Piano nazionale di ripresa e resilienza (PNRR) und 97,1 Millionen Euro vom Staat). Die Arbeiten müssen bis zum 30. Juni 2026 abgeschlossen sein, sonst entfällt die Förderung. Die kommunale APS Holding (APS für Azienda Padova Servizi) hat das Ausschreibungsverfahren für die gemeinsame Beauftragung der technischen Dienstleistungen für die Ausführungsplanung und den Bau der neuen Straßenbahnlinie SIR 2 und des SMART-Systems veröffentlicht.

### Strecke SIR 3 im Bau
Die Strecke SIR 3 ist eine im Bau befindliche Zweigstrecke der Nord-Süd-Strecke 1 vom Hauptbahnhof Richtung Südosten über 5,5 Kilometer Länge und 12 Haltestellen bis zur Endstation Voltabarozzo im Süden des gleichnamigen Stadtteiles. Sie führt über die Straßen Via Tommasseo, Via Gozzi, Via Morgagni, Via Falloppio, Via Giustiniani, Via Sografi, entlang des Rad- und Fußweges Sografi–Voltabarozzo, Via Zeno und Via Piovese. In dem Abschnitt entlang der Via Zeno und Via Piovese teilt sich die Strecke in zwei einspurige Abschnitte. Die Baukosten belaufen sich auf 92,3 Millionen Euro, die Finanzierung der Linie erfolgt mittels 56 Millionen Euro durch den am 22. Dezember 2017 von Minister Delrio unterzeichneten Ministerialerlass zur Verteilung staatlicher Mittel. Das endgültige Projekt wurde am 27. Juli 2020 vorgestellt, dann am 27. Mai 2021 vom Stadtrat genehmigt und die Bauarbeiten begannen am 22. März 2023. Sie sollen im Frühjahr 2025 abgeschlossen sein.

### Zukünftige Erweiterungen
Es gibt Vereinbarungen, die von der Stadt Padua unterzeichnet wurden, um die direkt angrenzenden Cadoneghe im Norden und Albignasego im Süden an die Strecke SIR 1 des Straßenbahnnetzes anzubinden. Diese Streckenverlängerungen sind im Plan für nachhaltige städtische Mobilität enthalten. Zu den von den beiden Gemeinden ausgearbeiteten Projekten gehören eine neue nördliche Endstation in Mejaniga in der Nähe des Stadions und eine neue südliche Endstation in Carpanedo zwischen den Straßen Silvio Pellico und Goffredo Mameli. Zudem ist im Mobilitätsplan eine Verlängerung der Strecke SIR 3 über Voltabarozzo hinaus bis zum Campus Agripolis der Universität Padua in Legnaro vorgesehen.

## Fahrzeuge
Das im 21. Jahrhundert gebaute System nutzt das französische Translohr-System, d. h. Wagen mit Gummireifen (Tramway sur pneumatiques), eine einzige zentrale Schiene dient zur Führung und als Rückstromleiter. Es gibt eine circa 600 Meter oberleitungsfreie Strecke, die im Batteriebetrieb durchfahren wird. Ursprünglich standen 16 dreiteilige Gelenktriebwagen zur Verfügung, zusätzlich wurden vier weitere beschafft, die für den nie realisierten Translohr-Betrieb in Latina hergestellt worden sind.
Auf Grund der schlechten Ersatzteillage nach Einstellung der Produktion durch Translohr im Jahr 2018 hat sich 2019 ein „Klub der Benutzer von Translohr-Straßenbahnen“ (Club des utilisateurs du tram Translohr) gebildet.
Daraufhin hat sich Alstom entschieden, die Produktion der Translohr über die Tochtergesellschaft NTL wieder aufzunehmen. Im September 2022 wurde ein Kaufvertrag für 26 Wagen, 20 davon vom Typ STE4 und sechs vom Typ STE3, im Wert von zusammen 116 Millionen Euro unterzeichnet. Die Fahrzeuge werden bis 2026 geliefert. Damit sollen dann der Straßenbahn Padua insgesamt 55 Fahrzeuge für das „SMART“-System mit acht Linien zur Verfügung stehen.

## Betrieb
Am 18. Januar 2021 stellte die Stadt Padua das SMART-Projekt vor, das Sistema Metropolitana a Rete Tranviaria. Dabei geht es um die Integration der bestehenden Strecke SIR 1 mit den im Bau befindlichen Strecken SIR 2 und 3 sowie die Ergänzung der Strecke SIR 2 um einen Abzweig zum neuen Padova Est Hospital und zum künftigen Bahnhof Padova San Lazzaro zu einem leistungsfähigen Straßenbahnnetz.
Das Projekt umfasst die Schaffung von 8 verschiedenen Linien auf den drei Strecken, die sich durch unterschiedliche Farben auszeichnen:
- T1 linea rosa: Pontevigodarzere – Guizza
- T2 linea azzurra: Rubano – Vigonza
- T3 linea viola: Rubano – San Lazzaro
- T4 linea blue: Voltabarozzo – Vigonza
- T5 linea gialla: Voltabarozzo – San Lazzaro
- T6 linea arancione: Pontevigodarzere – Voltabarozzo
- T7 linea rossa: Guizza – Vigonza
- T8 linea verde: Guizza – San Lazzaro

Dadurch soll es den Fahrgästen zukünftig ermöglicht werden, jeden Punkt des Streckennetzes ohne Umsteigen erreichen zu können. Das System soll mit der Eröffnung der Strecke SIR 3 im Jahr 2026 in Betrieb gehen.